# Ton Buunk

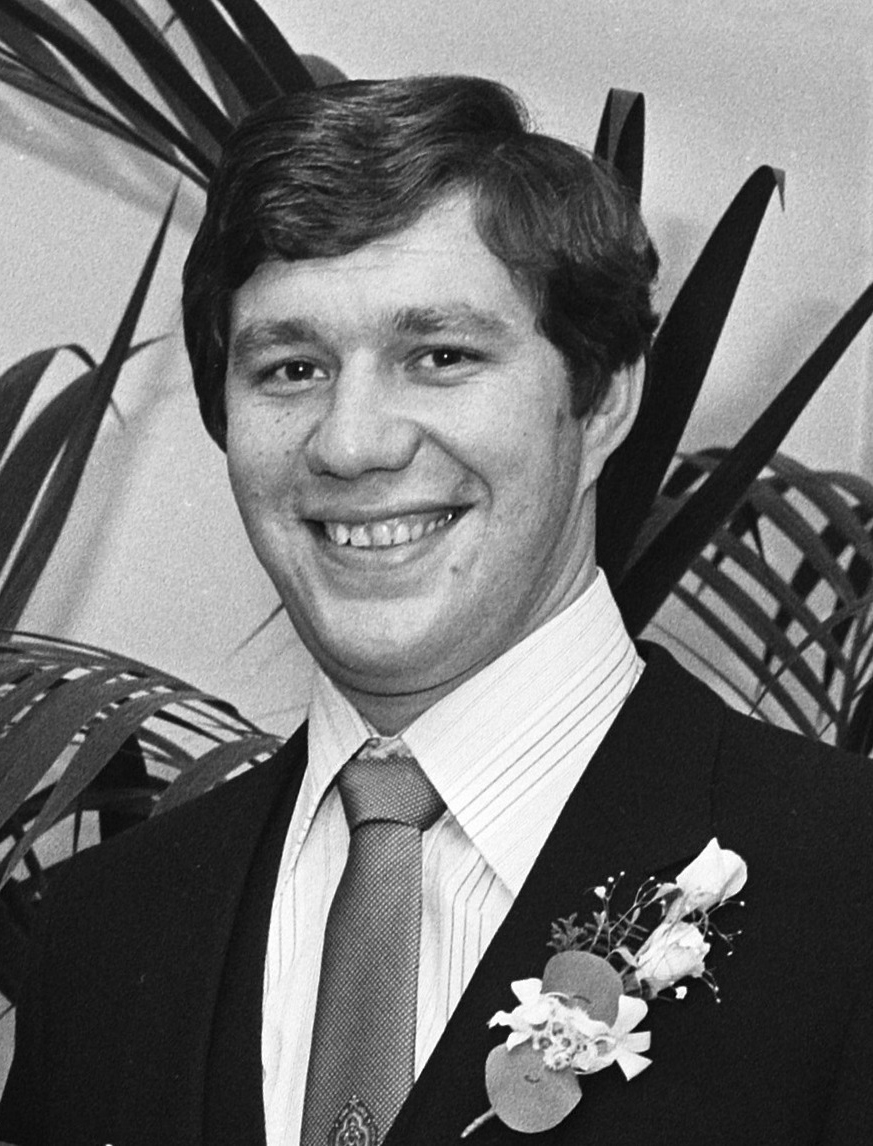
Ton Buunk (1979)

Anton „Ton“ Gerrit Jan Buunk (* 18. September 1952 in Amsterdam) ist ein ehemaliger niederländischer Wasserballspieler. Mit der niederländischen Nationalmannschaft wurde er Olympiadritter 1976.

## Sportliche Karriere
Der 1,96 m große Angreifer spielte im Verein De Meeuwen in Amsterdam.
Bei den Olympischen Spielen 1972 in München erreichten die Niederländer nur den dritten Platz in ihrer Vorrundengruppe und spielten um die Plätze 7–12. Am Ende belegten sie den siebten Platz. Buunk war in allen acht Spielen dabei, seine zwei einzigen Tore des Turniers erzielte er in der Vorrundenpartie gegen Deutschland.
Bei der Wasserball-Weltmeisterschaft 1975 belegten die Niederländer den siebten Platz. 1976 bei den Olympischen Spielen in Montreal erreichten die Niederländer als Vorrundenerste die Finalrunde. Nach der Finalrunde standen die Ungarn als Olympiasieger fest. Dahinter hatten die Italiener und die Niederländer jeweils zwei Siege, zwei Unentschieden und eine Niederlage. Die Tordifferenz war ebenfalls gleich und im direkten Vergleich hatten sich die beiden Teams mit 3:3 getrennt. Die Italiener erhielten die Silbermedaille dank der mehr erzielten Tore in der Finalrunde, die Niederländer erhielten die Bronzemedaille. Nach der Bronzemedaille bei den Olympischen Spielen 1948 war dies die zweite olympische Medaille für den niederländischen Wasserball, die dritte gewannen die Wasserballerinnen mit Gold 2008. Buunk wirkte 1976 in allen acht Spielen mit und warf sechs Tore.
1977 erreichten die Niederländer den fünften Platz bei der Europameisterschaft in Jonköping. Im Jahr darauf belegten die Niederländer den 13. Platz bei der Wasserball-Weltmeisterschaft 1978. Bei den Olympischen Spielen 1980 erreichten die Niederländer die Finalrunde als Gruppenzweite hinter den Ungarn. In der Finalrunde gelang den Niederländern nur ein Unentschieden, die anderen vier Partien gingen verloren. Damit belegten die Niederländer den sechsten Platz. Buunk erzielte acht Tore in acht Spielen.
1983 belegten die Niederländer den sechsten Platz bei der Europameisterschaft in Rom. 1984 war Ton Buunk Fahnenträger der niederländischen Mannschaft bei der Eröffnungsfeier. Beim Wasserballturnier erreichten die Niederländer die Finalrunde als Gruppenzweite hinter den Jugoslawen. In der Finalrunde gewannen die Jugoslawen Gold. Die Niederländer verloren alle fünf Spiele der Finalrunde und belegten wie vier Jahre zuvor den sechsten Platz. Buunk warf insgesamt neun Tore, davon allein fünf beim 7:8 gegen das Team aus den Vereinigten Staaten.